# Shell USA
Shell USA (dříve Shell Oil Company) je ropná společnost, jeden z nejznámějších producentů zemního plynu a olejů v USA. Sídlí v Houstonu ve státě Texas a je dceřinou společností Shell, nadnárodní ropné společnosti britsko-nizozemského původu, která patří mezi největší ropné společnosti na světě. V USA zaměstnává přibližně 22 000 lidí.
Produkty Shell zahrnují oleje a paliva; společnost provádí různé služby stejně jako těžbu, výrobu a rafinaci ropných produktů.